# Pavillo
Pavillo (Paìl in noneso) è una frazione del comune di Ville d'Anaunia in provincia autonoma di Trento.

## Storia
Pavillo è stato frazione del comune di Tassullo fino al 1º gennaio 2016, data in cui è stato istituito il nuovo comune di Ville d'Anaunia in seguito alla fusione dei comuni di Nanno, Tassullo e Tuenno.

## Monumenti e luoghi d'interesse

### Architetture religiose
- Chiesa vecchia di San Paolo, l'antica chiesa parrocchiale, già presente nell'ultimo quarto del XIII secolo.[4]
- Chiesa di San Paolo, eretta nella prima metà del XX secolo.[5]

### Architetture militari
- Palazzo della Torre Romana